# Meridiano 124 oeste
El meridiano 124 oeste de Greenwich es una línea de longitud que se extiende desde el Polo Norte atravesando el océano Ártico, América del Norte, el océano Pacífico, el océano Antártico y la Antártida hasta el Polo Sur.
El meridiano 124 oeste forma un gran círculo con el meridiano 56 este.
Comenzando en el Polo Norte y dirigiéndose hacia el Polo Sur, el meridiano 124 oeste pasa a través de:
| Coordenadas                         | País, territorio o mar   | Notas |
| ----------------------------------- | ------------------------ | --- |
| 90°0′N 124°0′O / 90.000, -124.000   | Océano Ártico            | |
| 76°10′N 124°0′O / 76.167, -124.000  | Mar de Beaufort          | |
| 75°8′N 124°0′O / 75.133, -124.000   | Estrecho de McClure      | |
| 74°24′N 124°0′O / 74.400, -124.000  | Canadá                   | Territorios del Noroeste - Isla de Banks                                                                                                 |
| 73°51′N 124°0′O / 73.850, -124.000  | Mar de Beaufort          | Burnett Bay |
| 73°40′N 124°0′O / 73.667, -124.000  | Canadá                   | Territorios del Noroeste - Isla de Banks                                                                                                 |
| 71°40′N 124°0′O / 71.667, -124.000  | Golfo de Amundsen        | |
| 69°23′N 124°0′O / 69.383, -124.000  | Canadá                   | Territorios del Noroeste - pasa a través del Gran Lago del Oso Yukón - unos 7 km, la parte más al este del territorio Columbia Británica |
| 49°33′N 124°0′O / 49.550, -124.000  | Estrecho de Georgia      | |
| 49°14′N 124°0′O / 49.233, -124.000  | Canadá                   | Columbia Británica - Isla de Vancouver                                                                                                   |
| 48°24′N 124°0′O / 48.400, -124.000  | Estrecho de Juan de Fuca | |
| 48°10′N 124°0′O / 48.167, -124.000  | Estados Unidos           | Washington Oregón |
| 46°12′N 124°0′O / 46.200, -124.000  | Océano Pacífico          | Pasa justo al oeste de la costa de Oregón, Estados Unidos                                                                                |
| 45°5′N 124°0′O / 45.083, -124.000   | Estados Unidos           | Oregón California |
| 39°59′N 124°0′O / 39.983, -124.000  | Océano Pacífico          | |
| 60°0′S 124°0′O / -60.000, -124.000  | Océano Antártico         | |
| 73°34′S 124°0′O / -73.567, -124.000 | Antártida                | Territorio no reclamado |